# Kuluntajärvi
Kuluntajärvi är en sjö i Finland. Den ligger i kommunen Kajana i landskapet Kajanaland, i den centrala delen av landet, 500 km norr om huvudstaden Helsingfors. Kuluntajärvi ligger 142,1 meter över havet. I omgivningarna runt Kuluntajärvi växer i huvudsak blandskog. Den är 1,7 meter djup. Arean är 86,2 hektar och strandlinjen är 5,61 kilometer lång. Sjön  ingår i Uleälvens huvudavrinningsområde. 